# Leptoctenopsis uxorcula
Leptoctenopsis uxorcula är en fjärilsart som beskrevs av Louis Beethoven Prout 1911. Leptoctenopsis uxorcula ingår i släktet Leptoctenopsis och familjen mätare. Inga underarter finns listade i Catalogue of Life.